# Kostel svatého Ondřeje (Rychnov nad Malší)

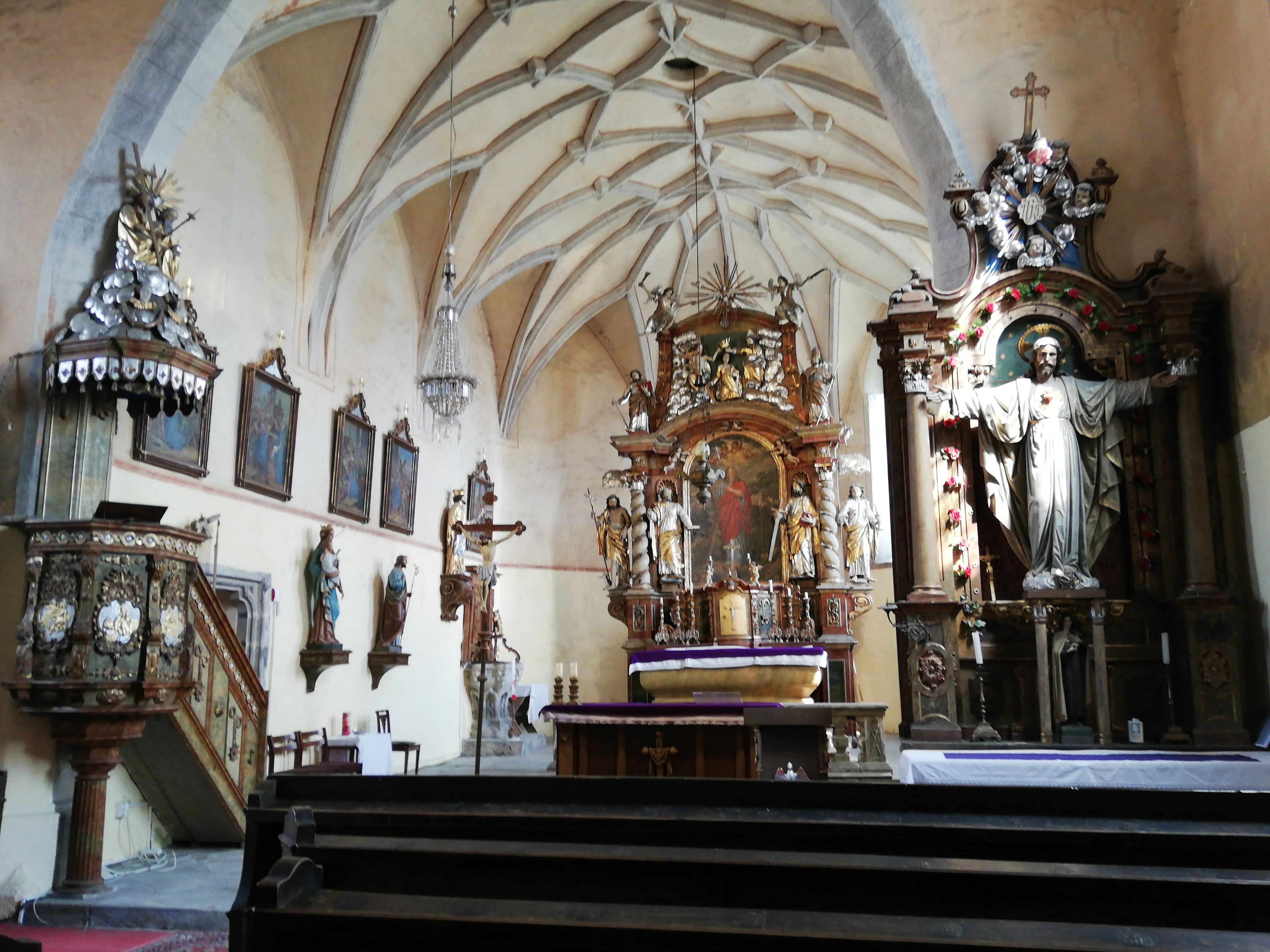
Interiér kostela

Kostel svatého Ondřeje v Rychnově nad Malší pochází ze začátku 14. století a současná stavba je přestavba z počátku 16. století. Po roce 1945 kostel chátral. V současnosti je udržován.
Kostel se nachází ve spodní části náměstí městečka. Do kostela vedou dva středověké vstupy. Městečko vzniklo na pravém břehu řeky Malše při křižovatce cest z Cetvin do Kaplice a z Dolního Dvořiště dále na Malonty a Benešov nad Černou. Původně bylo součástí velešínského panství a stálo na jedné z větví linecké cesty. Leží na mírném svahu, chráněném od severu dvěma vrchy. Páteří městečka se stala komunikace stoupající od řeky k severovýchodu.
Odchylka osy kostela od směru východ-západ činí 11,08°.

## Stavební fáze
Původní jednolodní plochostropý kostel s presbytářem neznámého půdorysu a obdélnou sakristií byl postaven nejpozději v první polovině 14. století. Kolem roku 1490 byla k západními štítu lodi přistavěna zvonice. Na počátku 16. století došlo k vložení kruchty a klenby dvojlodí. Ve stejném období prošla adaptací i věž, kde byl z vnějšku zřízen portál s atypicky protínaným ostěním, čímž vznikla předsíň se vstupem do lodi. Někdy na přelomu první a druhé čtvrtiny 16. století bylo ke kostelu přistavěno větší, polygonálně ukončené kněžiště. V době kolem poloviny 16. století zakryla hlavní portál kostela patrová jižní předsíň.

## Stavební podoba
Dvoulodní kostel s hlubokým pětiboce zakončeným presbytářem má po severní straně připojenou sakristii a věž na západním průčelí. Předsíň s depozitářem v patře je připojena k jižní straně lodi. Presbytář má jižní stranu a nároží zpevněné kamennými opěráky. Ve čtyřech oknech s lomenými záklenky se zachovaly pozdně gotické kružby. Interiér kněžiště uzavřela síťová klenba vycházející z kroužených kleneb Hanse Getzingera. Sakristie na obdélném půdorysu je pozůstatkem staršího kostela. Interiér přístupný sedlovým portálem v severní zdi kněžiště je uzavřen valenou klenbou. Prostor dvoulodí uzavírá síťová klenba, jejíž kápě ozdobila naprosto ojedinělá síť nepravidelně zakřivených žeber. Klenba je vložena na dva polygonální pilíře. Věž s armovaným nárožím má dvě kordonové římsy a patrech úzká obdélná okna. V přízemí se na západní stěně věže nalézá reprezentativní pozdně gotický portál s bohatě kamenicky zpracovaným ostěním.

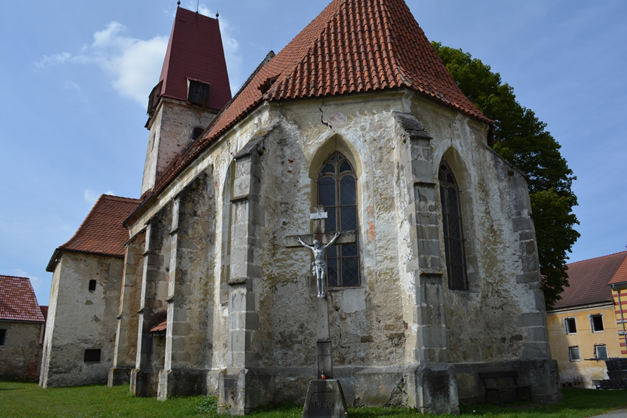
Exteriér kostela